# 줄무늬물방개
줄무늬물방개(학명: Hydaticus bowringii)는 딱정벌레목 물방개과에 속하는 곤충이다. 몸길이는 15mm정도이고, 가운데가 볼록한 타원형이다. 서식지 파괴, 개발 등으로 점점 서식지를 잃어가고 있으며, 지금까지도 크고 작은 서식처가 계속해서 매립되고 있다. 강원도 고성군 등 경기 북부 지역과 제주도 등 남부지방에 분포한다. 머리는 흑색이고 앞머리와 머리방패, 윗입술, 더듬이는 황색이다. 앞가슴등판은 황색이며 중앙의 세로선과 앞뒤 가장자리는 흑색을 띤다. 딱지날개는 흑색이지만 작은방패판 옆으로 둥근 황색 무늬가 1쌍 있으며, 굵고 긴 황색 세로 줄이 날개 끝에서 서로 만난다. 앞다리와 가운데 다리는 밝은 갈색이고 뒷다리는 어두운 갈색이다. 웅덩이, 연못, 인공호 등 정수역에 주로 서식한다. 기관으로 숨을 쉬지만 꼬리에 공기방울을 가지고 물속으로 들어가기도 한다. 작은 수생동물을 잡아먹으며 어류나 양서류를 포획하거나 죽은 동물을 뜯어 먹기도 한다. 중국, 한국, 일본, 타이완 등지에 서식한다.

## 사진

물땡땡이와 잔물땡땡이와 줄무늬물방개.
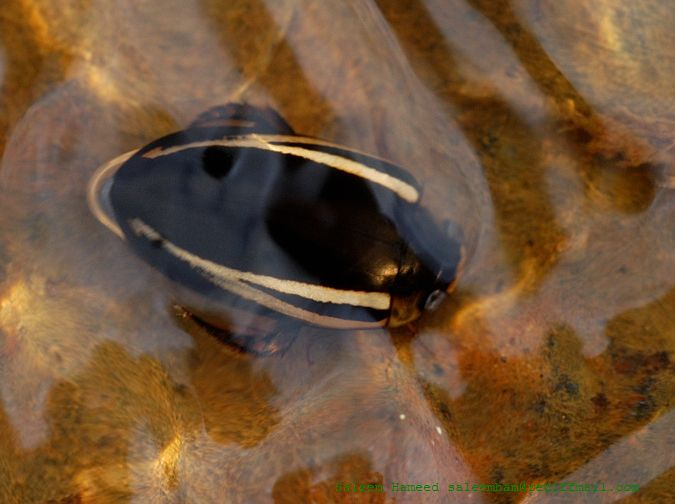
줄무늬물방개